# Bergbau Seegraben
Der Bergbau Seegraben war der älteste Kohlenbergbau Österreichs. Er erstreckte sich untertags in ca. zwei Kilometern Ausdehnung nördlich der Leobener Murschleife.
Erste Kohlenfunde erfolgten 1606, ab 1726 der Abbau in größerem Umfang. Die ursprünglich drei Reviere wurden bis 1900 in die Österreichisch-Alpine Montangesellschaft aufgenommen. Gefördert wurde eine hochwertige Glanzkohle, die zum größten Teil firmenintern in Donawitz verwendet und nur zu einem geringen Teil als Hausbrand verkauft wurde. In Seegraben wurde erstmals in Österreich der Achtstundentag eingeführt (1889), 30 Jahre vor der gesetzlichen Verankerung. Der Abbau wurde 1964 auf Grund der Erschöpfung der Flöze eingestellt. Die Zentralförderanlage, der Zahlbruckner Schacht, ein von weitem sichtbares Wahrzeichen der Stadt, wurde am 27. August desselben Jahres gesprengt. Es existiert ein im Jahr 2002 geschaffener Montanhistorischer Wanderweg. Auskünfte dazu erteilt die Arbeiterkammer Leoben.